# Лугі (Стшелецько-Дрезденецький повіт)
Лугі (пол. Ługi) — село в Польщі, у гміні Добегнев Стшелецько-Дрезденецького повіту Любуського воєводства.
Населення — 245 осіб (2011).
У 1975-1998 роках село належало до Гожовського воєводства.
В селі діє православна церква Успіння Богородиці (на фото).

## Демографія
Демографічна структура станом на 31 березня 2011 року:
|          | Загалом | Допрацездатний вік | Працездатний вік | Постпрацездатний вік |
| -------- | ------- | ------------------ | ---------------- | -------------------- |
| Чоловіки | 115     | 18                 | 83               | 14                   |
| Жінки    | 130     | 25                 | 71               | 34                   |
| Разом    | 245     | 43                 | 154              | 48                   |